# Spitze (Differentialgeometrie)

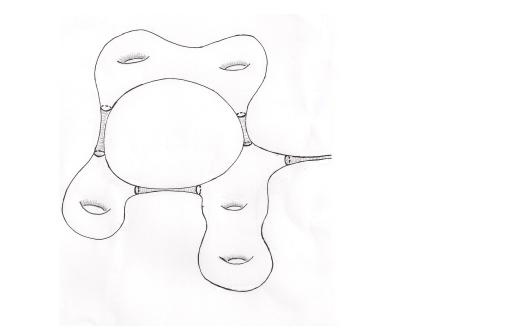
Mannigfaltigkeit mit einer Spitze

Im mathematischen Gebiet der Differentialgeometrie werden gewisse „sich sehr schnell verengende Enden“ als Spitzen bezeichnet.

## Definition
Eine Spitze ist ein Ende {\displaystyle E} einer Riemannschen Mannigfaltigkeit {\displaystyle (M,g_{M})}, dessen Umgebung sich als verzerrtes Produkt
{\displaystyle E\cong N\times \left[0,\infty \right)}
parametrisieren lässt mit
{\displaystyle g_{M}=dt^{2}+e^{-2t}g_{N}}.
Hierbei ist {\displaystyle (N,g_{N})} eine Riemannsche Mannigfaltigkeit der Dimension {\displaystyle \operatorname {dim} (N)=\operatorname {dim} (M)-1} und {\displaystyle t\in \left[0,\infty \right)} ist der Parameter des zweiten Faktors in {\displaystyle N\times \left[0,\infty \right)}.
Die Mannigfaltigkeit {\displaystyle N} wird als Querschnitt der Spitze (engl.: cusp cross section) bezeichnet.

## Beispiele
- Spitzen von {\displaystyle n}-dimensionalen hyperbolischen Mannigfaltigkeiten haben als Querschnitt eine {\displaystyle (n-1)}-dimensionale flache Mannigfaltigkeit.
- Spitzen von {\displaystyle 2n}-dimensionalen komplex-hyperbolischen Mannigfaltigkeit haben als Querschnitt eine Mannigfaltigkeit, deren universelle Überlagerung isometrisch zur {\displaystyle (2n-1)}-dimensionalen Heisenberg-Gruppe ist.
- Spitzen von quaternionisch-hyperbolischen Mannigfaltigkeiten haben als Querschnitt eine Mannigfaltigkeit, deren universelle Überlagerung isometrisch zur quaternionischen Heisenberg-Gruppe ist.
- In einem lokal symmetrischen Raum {\displaystyle \Gamma \backslash G/K} von endlichem Volumen und {\displaystyle \mathbb {Q} }-Rang {\displaystyle rk_{\mathbb {Q} }(\Gamma )=1} sind alle Enden Spitzen, ihr Querschnitt kann aus der Langlands-Zerlegung bestimmt werden.

## Spitzen hyperbolischer Mannigfaltigkeiten
Die Spitzen einer hyperbolischen Mannigfaltigkeit {\displaystyle M=\Gamma \backslash H^{n}} sind isometrisch zu einer Untermannigfaltigkeit der Form
{\displaystyle \Gamma _{c}\backslash H_{c}},
wobei {\displaystyle H_{c}} ein Horoball um einen Punkt im Unendlichen {\displaystyle c\in \partial _{\infty }H^{n}} und {\displaystyle \Gamma _{c}\subset \Gamma } eine diskrete Gruppe von parabolischen Isometrien mit Fixpunkt {\displaystyle c} ist. 
Damit es sich um eine Spitze im Sinne obiger Definition handelt, muss 
{\displaystyle \operatorname {rank} (\Gamma _{c})=\operatorname {dim} (H_{c})=\operatorname {dim} (M)-1} sein.
In der Hyperbolischen Geometrie (und allgemeiner der Theorie lokal symmetrischer Räume {\displaystyle X}) bezeichnet man einen Randpunkt im Unendlichen {\displaystyle c\in \partial _{\infty }X} 
oft auch dann als Spitze, wenn es eine nicht-triviale diskrete Gruppe parabolischer Isometrien {\displaystyle \Gamma _{c}} mit {\displaystyle c} als gemeinsamem Fixpunkt gibt. Man verlangt also nicht, dass {\displaystyle \operatorname {rank} (\Gamma _{c})=\operatorname {dim} (M)-1} ist.
Zu einer in diesem Sinne definierten Spitze kann man ebenfalls den Quotienten {\displaystyle \Gamma _{c}\backslash H_{c}} betrachten, der ein Ende der Mannigfaltigkeit {\displaystyle \Gamma \backslash X} ist. Wenn {\displaystyle r:=\operatorname {rank} (\Gamma _{c})<\operatorname {dim} (X)-1} ist, dann hat dieses Ende unendliches Volumen und ist nicht von der oben definierten Form. Man spricht dann von einer Rang-{\displaystyle r}-Spitze.
Aus dem Lemma von Margulis folgt, dass der dünne Teil {\displaystyle M_{<\epsilon }} einer orientierbaren hyperbolischen 3-Mannigfaltigkeit {\displaystyle M} entweder eine Spitze vom Rang {\displaystyle 1} oder {\displaystyle 2} oder eine Tubenumgebungen einer geschlossenen Geodäten ist. Die Spitzen vom Rang 1 sind homöomorph zu {\displaystyle D^{*}\times R_{+}} mit {\displaystyle D^{*}=\left\{z\in \mathbb {C} \colon 0<z<1\right\}}, die Spitzen vom Rang 2 sind homöomorph zu {\displaystyle T^{2}\times \mathbb {R} _{+}} für den Torus {\displaystyle T^{2}}.